# زاگورسکی (باشقیرستان)
زاگورسکی (انگلیسی: Zagorsky, Republic of Bashkortostan) یک شهرک در شهرستان اوفیمسکی استان باشقیرستان کشور روسیه است.